# Johannesbrunn
Johannesbrunn ist ein Gemeindeteil der Gemeinde Schalkham im niederbayerischen Landkreis Landshut. Bis 1850 war der Ort Sitz der gleichnamigen Patrimonialgemeinde.

## Geographie und Verkehrsanbindung

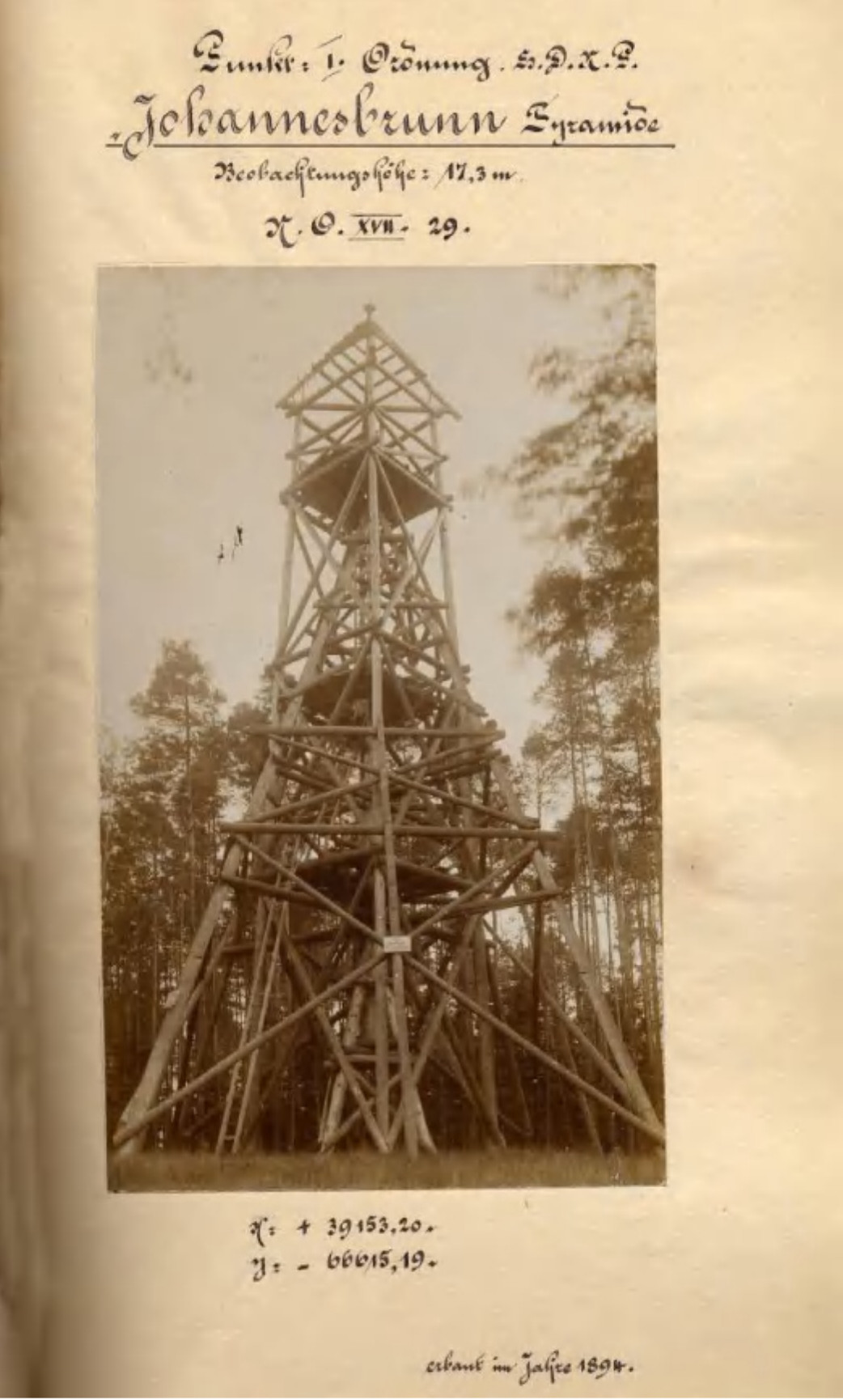
Vermessungs-Signalturm Johannesbrunn (Pyramide): Beobachtungshöhe 17,3 m, Gesamthöhe 21,7 m, erbaut 1894, abgebrochen 1911

Der Kirchort liegt 2,5 Kilometer östlich des Kernortes Schalkham. 
Auf dem Fuchsberg bei Johannesbrunn liegt ein für die bayerische Landesvermessung wichtiger Hauptdreiecksnetzpunkt. Obergeometer Ibel errichtete 1894 über dem dazugehörigen Trigonometrie-Stein einen hölzernen Vermessungs-Signalturm mit einer Beobachtungshöhe von 17,3 m und einer Gesamthöhe von 21,7 m, der dort bis 1911 stand.

## Geschichte
Der Ort und die Johanneskirche in Johannesbrunn werden 1350 in einer Schenkungsurkunde des Johannes von Prunn erwähnt. Die örtliche Hofmark im Besitz der Seiboldsdorfer wurde im 16. Jahrhundert mit der Hofmark Gerzen und Mangern vereinigt. 1808 gehörte Johannesbrunn zum Steuerdistrikt Hölsbrunn. Die Gemeinde Hölsbrunn wurde 1818 auf Basis dieses Steuerdistrikts durch das bayerische Gemeindeedikt gegründet. Diese umfasste alle Orte des Steuerdistrikts außer Johannesbrunn, dass eine mittelbare Patrimonialgemeinde bildete. Das beantragte Patrimonialgericht II. Klasse wurde letztlich für die Herrschaft Gerzen zum 11. Januar 1820 bestätigt, erst unter dem Gerichtsherrn Joseph Ritter von Mayer, ab 1833 durch Maximilian Graf von Montgelas mit dem Gerichtshalter Franz Pfaffenzeller. Ab 1848 wurden die letzten Vorrechte der Adelsherrschaft aufgehoben. Am 7. Juli 1850 wurde die selbstständige Land- und Steuergemeinde Johannesbrunn der größeren Gemeinde Schalkham einverleibt. Das 1860/61 zusammen mit der neuen Johanneskirche erbaute Kloster Johannesbrunn ist ein ehemaliges Kloster der Servitinnen, später der Barmherzigen Brüder. Es diente als Pflegeheim und Wohnheim und ist seit 2001 das Bürger- und Kulturzentrum der Gemeinde Schalkham.

## Denkmalschutz
Kirche und Klostergebäude sowie einige weitere Gebäude in Johannesbrunn stehen unter Denkmalschutz.